# جغرافیای اندونزی

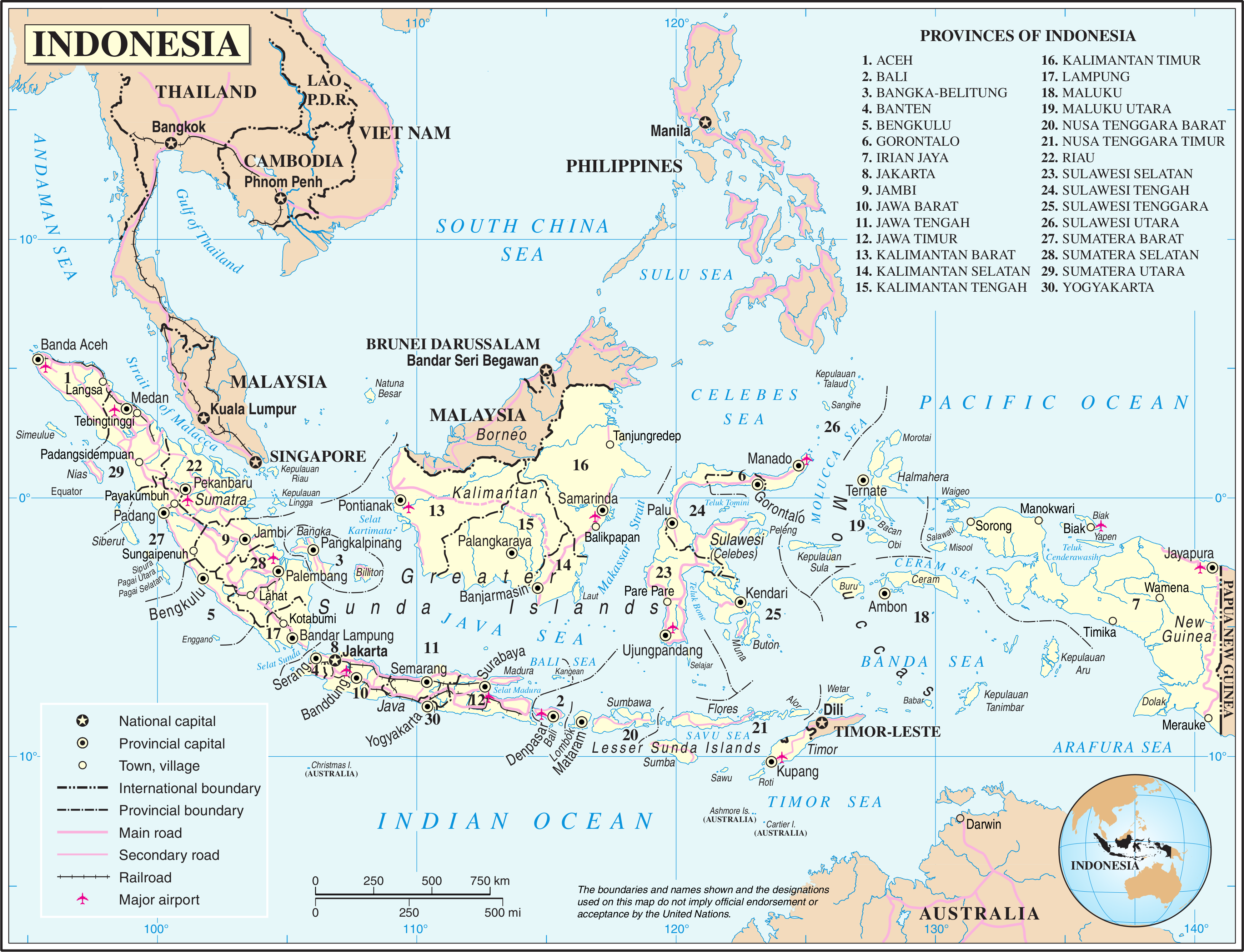
یک نقشه از اندونزی

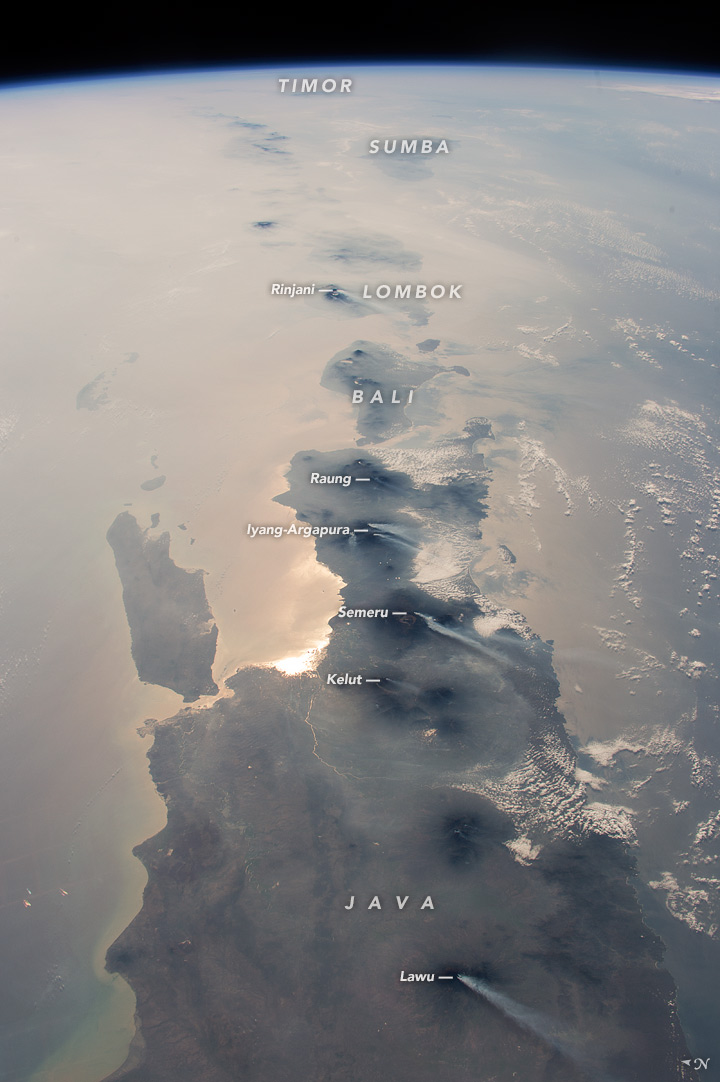
East Indonesia Island Chain from ISS. Six active volcanos are visible. Haze is from wildfires. Astronaut photo, October 2015.

اندونزی با ۱٬۹۱۹٬۴۴۰ کیلومتر مربع (۷۴۱٬۵۰ مایل مربع)، پانزدهمین کشور بزرگ جهان از لحاظ مساحت است.
اندونزی مجموعه‌ای از جزایر (نزدیک به ۱۷۵۰۸جزیره بزرگ و کوچک) است که در جنوب شرق آسیا در اقیانوس آرام قرار دارد. اندونزی در نیمکرهٔ شرقی، در جنوب شرقی آسیا، در اقیانوس هند و دریاهای وابسته به آن واقع شده و خط استوا از آن می‌گذرد. اندونزی در جزیره گینه نو با پاپوا و هم چنین در جزیره برنئو با مالزی مرز مشترک دارد.
سابقاً این جزایر در تصرف هلند و به هندِ هلند موسوم بود ولی بعد از آنکه کشوری مستقل و آزاد گردید، «اندونزی» نام گرفت. مساحت این کشور ۱۹۱۹۰۰۰ کیلومتر مربع و پایتخت آن شهر جاکارتا است که در جزیره جاوه قرار دارد و سابقاً باتاویا نامیده می‌شد. شهر مهم آن سورابایا است.
این کشور دارای معادن قلع، نفت، زغال‌سنگ و مس است و توتون، برنج، قهوه و کائوچو جزو محصولات کشاورزی این کشور است.
اندونزی را می‌توان بزرگترین مجمع الجزایر جهان دانست که بین دو خشکی، یعنی جنوب شرق آسیا و استرالیا واقع شده‌است. وسعت آب‌های این کشور ۳ برابر مساحت خشکی‌های آن می‌باشد.
جاکارتا، پایتخت کشور اندونزی، ابتدا یک شهر بندری کوچک بود، اما هم‌اکنون این شهر ۶۷۰ کیلومتر مربع وسعت دارد و جمعیتی معادل ۹ میلیون نفر را در خود جای داده و یکی از مراکز مهم اقتصادی اندونزی است.
جزیره جاوه با آنکه فقط ۷ درصد کل خاک این کشور را تشکیل می‌دهد، به تنهایی حدود ۶۰ درصد کل جمعیت کشور را به خود اختصاص داده‌است.
رشته جزایر جنوبی کوهستانی و آتشفشانی است و شامل سوماترا، جاوه، مادورا، بالی و جزایر سوندای کوچک (از جمله لامبارک، فلورس و تیمور) است. جاوه و همسایه کوچکترش مادورا جمعیت متراکمی دارند و نزدیک به دو سوم مردم اندونزی را در خود جای می‌دهند. زنجیره جزایر شمالی متشکل است از کالیمانتان (بخش اندونزیایی جزیره بورنئو)، جزایر نامنظم و کوهستانی سولاوسی (سلبس)، گوره ملوک، وایریان جایا (بخش غربی گینه نو).
بیش از دو سوم این کشور از جنگل‌های استوایی بارانی پوشده شده‌است؛ و آب و هوای آن استوایی و بارندگی در طول سال سنگین است.
رودهای مهم آن کاپواس، دیگول، باریتو، و بلندترین نقطه اندونزی نگگا پولو (هرم کارستنز) با ۵۰۳۰ متر ارتفاع است (در جزیره ایریان جایا).
قسمت اعظم اندونزی کوهستانی است و با وضع جغرافیائی خود که در دو طرف خط استوا قرار گرفته بیش از دو فصل دارا نیست یکی فصل مرطوب از نوامبر تا مارس و دیگری فصل خشک از ژوئن تا اکتبر.

## بندرها
بندرهای مهم این کشور نیز عبارتند از: مدان، بندر ساحلی بلاوان، پکانبارو، ریو، جاکارتا سنگارنگ، نوزاتنگارا، بندر ساحلی بیتونگ و بندر آمبون. شهرهای مهم اندونزی را هم می‌توان در ۱۰ شهر زیر خلاصه کرد: جاکارتا، سورابایا، سمارانگ، باندونگ، مدان، پالمبانگ، یوجونگ پادانگ، بانجارماسین، بندر لامپومگ، مانادو.

## جزایر اصلی

نام جزایر اندونزی

این کشور را می‌توان از لحاظ وضعیت طبیعی به چند قسمت زیر تقسیم کرد:
- جزیره سوماترا: یکی از بزرگترین جزیره‌های جهان است و با جزیره‌های جاوه، سلبس و برنئو، در مجموع، جزایر سوندای بزرگ نامیده می‌شوند. قسمت عمده آن را جلگه‌ها و نواحی پست تشکیل داده و ارتفاعات آن (از جمله کوه‌های باریسان) در کناره غربی آن تا سمت شمال گسترده شده و دارای وسعت زیادی می‌باشند. رودهای آن کوتاه و پرآب بوده و اکثراً از سمت غرب به شرق جاری هستند و مهم ترینشان عبارتند از: کامپار، بارومون، ایندراگیری، روکان، موسی و هاری. جنگل‌ها که اغلب غیرقابل نفوذند، وسعت زیادی دارند؛ و مرداب‌های وسیعی نیز در کرانه شرقی آن وجود دارند. بلندترین نقطه آن قله کرینتجی (۳۸۰۰ متر) است.
- جزیره جاوه: پنجمین جزیره وسیع اندونزی و از پرجمعیت‌ترین آن‌ها است که بیش از ۶۵٪ جمعیت کشور در آن زندگی می‌کنند. کوه‌ها در تمام نقاط آن پراکنده شده و قسمت اعظم آن را جلگه‌ها و جنگل‌ها تشکیل می‌دهند. رودهای آن عمدتاً کوتاه و پرآب بوده و مهمترینشان عبارتند از: سولو، سرانگ، تاروم، سرایو و مانوک. بلندترین نقطه آن قله سمرو با ۶۷۶, ۳ متر ارتفاع است.

جزیره برنئو: قسمت اعظم این جزیره متعلق به اندونزی است که در اصطلاح محلی به آن کالیمانتان گفته می‌شود. ارتفاعات آن عمدتاً در نواحی شمالی واقع شده و قسمت اعظم آن را جنگل‌ها و جلگه‌ها شامل می‌شوند. رودهای طویلی در آن جریان دارند از جمله: باریتو، ماهاکام، نگارا، کایان و کاپواس. بلندترین نقطه آن ۹۸۸٬۲ متر ارتفاع دارد.
- جزیره سلبس (سلب): جزیره‌ای کوهستانی و مرتفع است که قسمت اعظم آن را جنگل‌ها پوشانده‌اند. از رودهای آن می‌توان از ماریسا، کاراما، ماماسا، بونگکا و پالو نام برد. قله رانتکومبولا با ۴۵۵, ۳ متر ارتفاع بلندترین نقطهٔ آن است. نام محلی این جزیره، سولاوسی است.
- جزیره گینه نو: نیمه غربی این جزیره که اصطلاحاً ایریان غربی گفته می‌شود و به اندونزی تعلق دارد. نواحی مرکزی و شمال غربی آن را کوه‌ها و نواحی بلند پوشانده و قسمت اعظم آن را جنگل‌ها و جلگه‌ها تشکیل می‌دهند. رود دیگول مهم‌ترین رود آن است. بلندترین نقطه آن قله جایا (۰۲۹، ۵ متر) است.
- جزایر سوندای کوچک (نوساتنگارا): این جزایر بین جزیره جاوه و جزیره گینه نو واقع شده‌اند و عمدتاً کوهستانی و مرتفع می‌باشند. بزرگترین جزیره‌های آن عبارتند از: سومباوا، فلورس، سومبا، تیمور و بالی.
- سایر جزایر غربی: که در اطراف جزیره‌های برنئو، جاوه و سوماترا واقع شده و عمدتاً کم ارتفاعند. بزرگترین جزیره آن، بانگکا می‌باشد.
- سایر جزایر شرقی: که مجموعاً به جزایر ملوک یا اویه معروف هستند و در اطراف جزیره‌های سلس و گینه نو واقع شده‌اند و کوهستانی و مرتفع اند. جزیره‌های هالماهرا و سرام بزرگترین جزیره‌های این نواحی می‌باشند.

بر روی هم اندونزی سرزمینی نیمه کوهستانی است. جلگه‌های آن عمدتاً در جزیره‌های جاوه و سوماترا و جزایر سوندای کوچک (نوساتنگارا) و جنگل‌های آن عمدتاً در جزیره‌های برنئو، گینه نو، و سوماترا واقع شده‌اند. آب و هوای آن گرم و مرطوب و پر باران است. بلندترین نقطه آن قله جایا با ۰۲۹, ۵ متر ارتفاع است. طویل‌ترین رود آن باریتو (۸۸۵ کیلومتر) و دریاچه توبا (۵۰۰, ۲ کیلومتر مربع) وسیع‌ترین دریاچهٔ آن است.
کوه لوکون در جزیره سولاوسی یکی از فعال‌ترین آتشفشان‌های اندونزی است که فوران آن در ژوئیه ۲۰۱۱ هزاران نفر را آواره کرد.
نگاه کنید به: فهرست شهرهای اندونزی

## تقسیمات کشوری
فهرست استان‌های اندونزی که برپایه منطقه دسته‌بندی شده‌است. نام‌های اندونزیایی در پرانتز آمده و نام مرکز استان‌ها نیز پس از آن آمده‌است.
در این فهرست در جلوی استان‌های دارای وضعیت ویژه ستاره گذاشته شده‌است.